# Craig Dill
Craig H. Dill (Saginaw, 17 dicembre 1944) è un ex cestista statunitense, professionista nella ABA.

## Carriera
Venne selezionato dai San Diego Rockets al quarto giro del Draft NBA 1967 (42ª scelta assoluta).

## Palmarès
- Campionato ABA: 1

Pittsburgh Pipers: 1968